# Нош, Мария-Луиза
Мария-Луиза Нош (Marie-Louise Bech Nosch, урожд. Bech Gregersen; род. 27 января 1970, Виборг) — датский историк-эллинист, видный эксперт в области исследований текстиля. Доктор философии (2000). Профессор Копенгагенского университета с 2009, в 2015—2016 директор Центра текстильных исследований DNRF в том же ун-те.
Лауреат премии Аннелизы Майер (2013). Автор новаторских работ по текстильному производству в микенский период. Президент Датской королевской академии наук и литературы (2020—2024, член с 2017). С 2017 профессор SAXO Institute Копенгагенского университета. Членкор Австрийской АН (2019).
Изучала историю Древней Греции в Нанси (Франция) и Неаполе (Италия), окончила Копенгагенский университет (1996).
Получила докторскую степень в Зальцбурге (Австрия) в 2000 году и поступила именным постдоком в Копенгагенский университет в 2003 году, исследовательский профессор последнего с 2009 (по 2017). Член Датского совета по исследовательской политике. Стала первой женщиной-лауреатом EliteForsk Prize (2009). Особо ее интересуют эпиграфика Эгейского моря и микенские надписи линейного письма В, а также древнее текстильное производство. Почетный доктор (2023).
Автор более 70 статей и редактор десяти антологий на текстильную тематику.